# Nebulossa
I Nebulossa sono un duo musicale spagnolo fondato nel 2018 a Ondara, composto dalla cantante María "Mery" Bas e dal tastierista Mark Dasousa.
Hanno rappresentato la Spagna all'Eurovision Song Contest 2024 con il brano Zorra.

## Carriera
Il duo nasce nel 2018, quando la cantante María "Mery" Bas ha conosciuto il tastierista Mark Dasousa all'interno di un ascensore. Il loro nome trae spunto dalle nebulose, dopo che hanno visitato l'osservatorio astronomico di Rialp, mentre la doppia "s" è un omaggio al dialetto valenciano. Nel 2019 hanno pubblicato il loro primo EP Ufo, seguito poi dall'album di debutto Poliédrica de mí, pubblicato nel 2021.
Nel 2022, insieme alla batterista Ophelia Alibrando, hanno preso parte ai casting di Una voce per San Marino 2023, il processo di selezione del Titano per la scelta del rappresentante sanmarinese all'Eurovision Song Contest, non riuscendo tuttavia ad accedere alle semifinali. Nel novembre 2023 sono stati confermati fra i sedici partecipanti al Benidorm Fest 2024, evento che ha selezionato il rappresentante della Spagna all'Eurovision Song Contest, dove hanno presentato l'inedito Zorra. Dopo aver conquistato il primo posto nella semifinale del 30 gennaio 2024, hanno ottenuto il maggior numero di punti anche nella serata finale del successivo 3 febbraio, diventando di diritto i rappresentanti eurovisivi spagnoli a Malmö. Nella gara di maggio, i Nebulossa, poiché rappresentanti di una delle cinque Big Five, si qualificano di diritto alla serata finale, dove conquistano 30 punti che fruttano il 22º posto conclusivo.

## Formazione
Attuale
- María "Mery" Bas – voce (dal 2018)
- Lorenzo "Mark Dasousa" Giner Puchol – tastiera e produzione (dal 2018)

Precedente
- Ophelia Alibrando – batteria (2022)

## Discografia

### Album in studio
- 2021 – Poliédrica de mí

### EP
- 2019 – Ufo

### Singoli
- 2020 – La colmena
- 2020 – Océano de palabras
- 2020 – Armada roja
- 2020 – Alud de inconformismo
- 2020 – Anoche
- 2021 – Glam
- 2022 – 1N84 (con Rocío Saiz)
- 2023 – Me pones a mil
- 2023 – Cuando te veo
- 2023 – Me ha dado porno
- 2023 – Zorra
- 2024 – Cotilleo
- 2024 – Por ti por mi
- 2024 – Bailar hasta morir

Come featuring
- 2022 – Conectados (Remix) (Anora Kito feat. Nebulossa e David Van Bylen)
- 2022 – Histeria de lo nuestro (Marsella feat. We Are Not Dj's e Nebulossa)
- 2023 – Modo avión (Copernikal feat. Nebulossa)